# جغرافيا النيجر

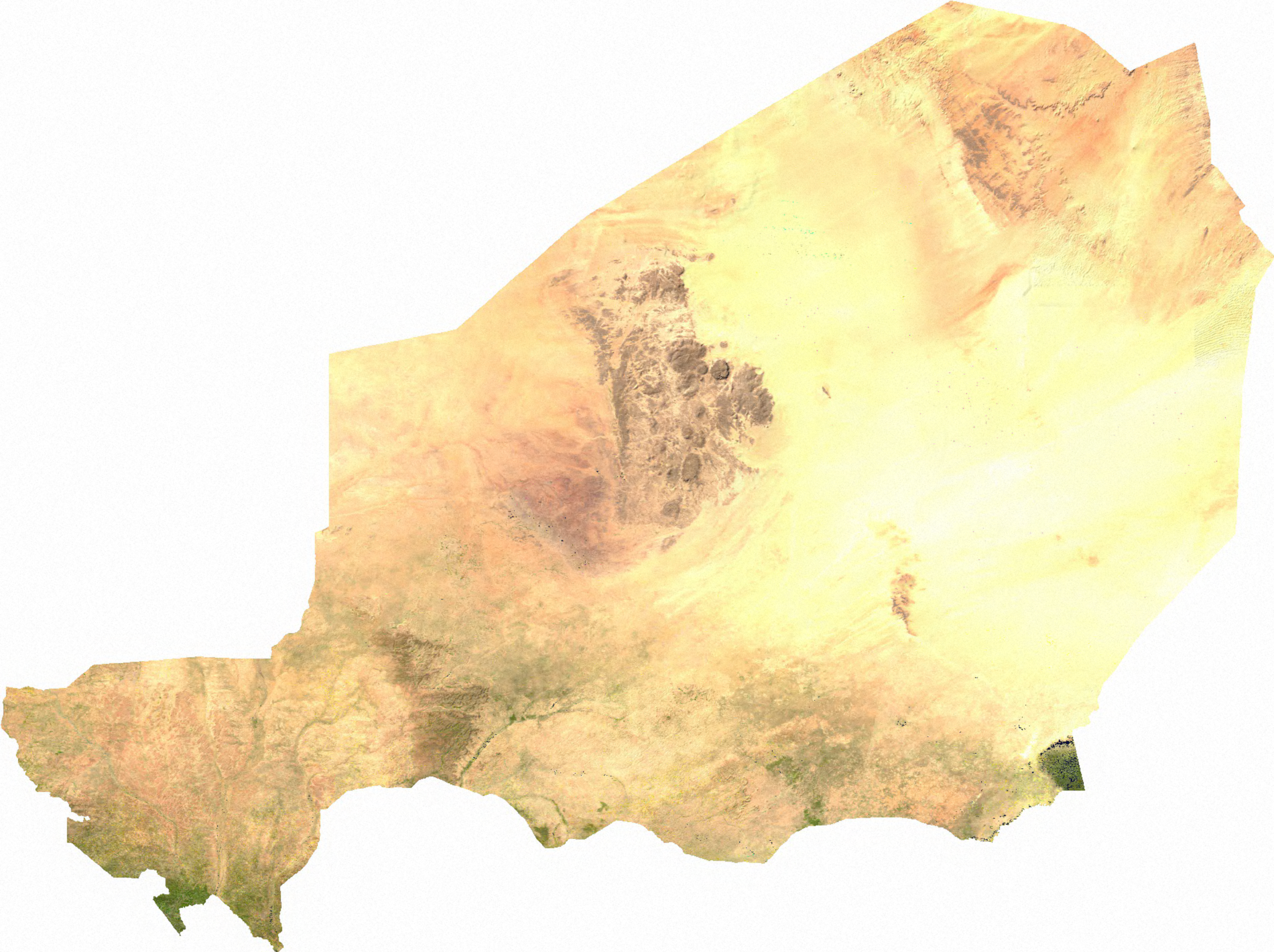
صورة بالقمر الصناعي توضح معالم النيجر التضاريسية

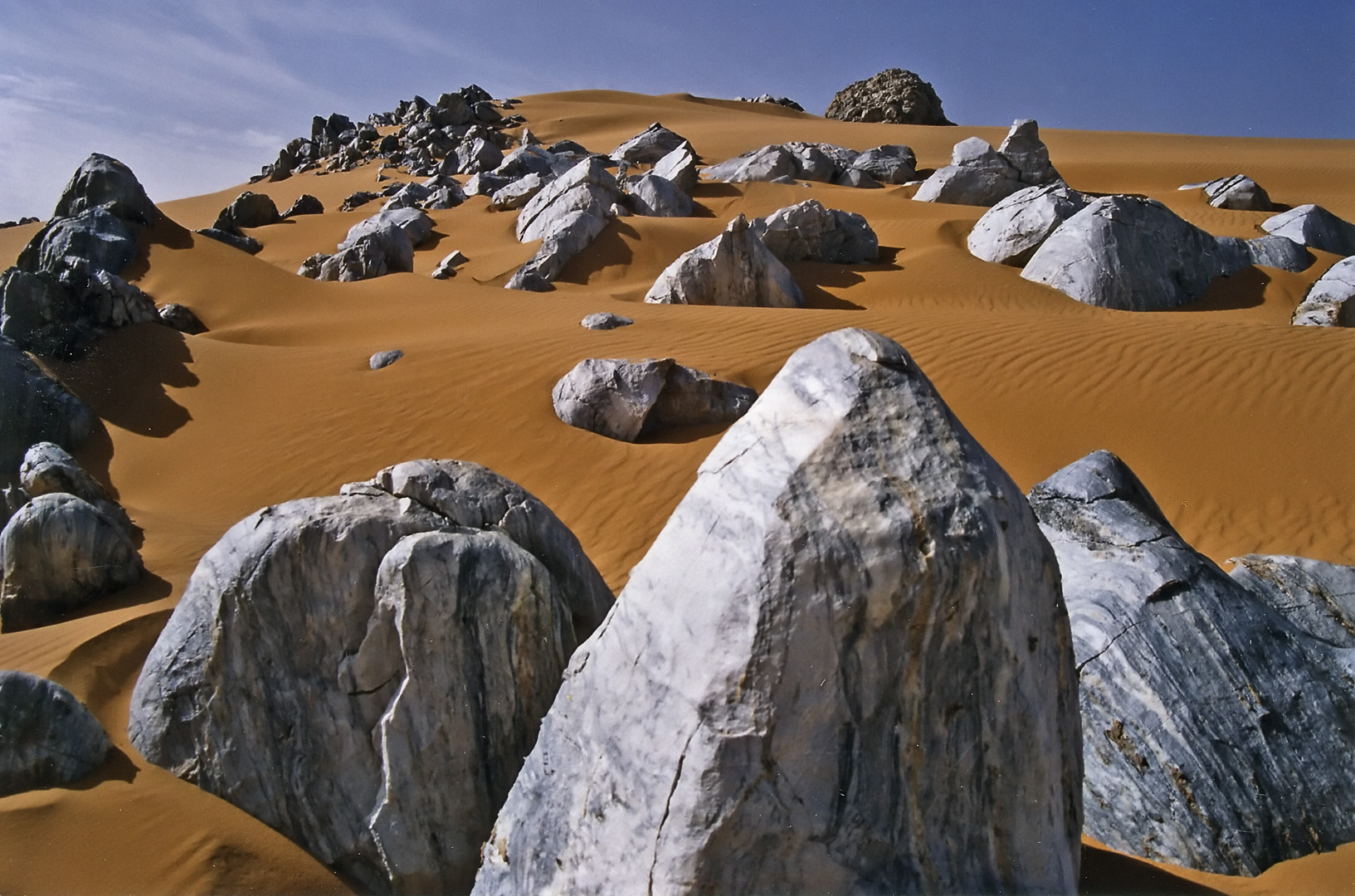
الجبال الزرقاء شرق مسيف إير مصنفة من مواقع التراث العالمي

النيجر دولة حبيسة بغرب أفريقيا؛ وتقع في المنطقة الجغرافية الفاصلة بين الصحراء الكبرى والمنطقة الواقعة جنوبها والتي تدعى بـإفريقيا السوداء. وتقع في حدود دائرة عرض 16 درجة شمالا وخط طول 8 درجات شرقا. وتبلغ مساحة النيجر 1,267,000 كم مربع (489,191 ميل مربع) كما تغطي المسطحات المائية مساحة 300 كم مربع (116 ميل مربع) من إجمالي مساحة الدولة. تأتي النيجر في المرتبة الثانية والعشرين عالميا من حيث المساحة التي تقل قليلا عن ضعف مساحة فرنسا.
ويحد النيجر سبع دول من جميع الجهات ويبلغ طول شريطها الحدودي 5,697 كم إجمالا (3,540 ميل) وتعد حدودها مع نيجيريا في الجنوب هي أطول الحدود حيث تبلغ 1,497 كم (930 ميل)، ثم حدودها مع تشاد شرقا 1,175 كم (730 ميل)، ثم الجزائر في الشمال الغربي 956 كم (594 ميل)، ومالي 821 كم (510 ميل)، ويفصلها شريط قصير عن بوركينا فاسو في الجنوب الغربي يبلغ طوله 628 كم (390 ميل)، وبنين وطوله 266 كم (165 ميل) وأخيرا حدودها في الشمال الشرقي مع ليبيا بطول 354 كم (220 ميل).
والمناخ في النيجر مداري جاف شديد الحرارة عدا أقصى جنوب الدولة حيث المناخ الاستوائي على حدود حوض نهر النيجر. وتغطي الصحراء والكثبان الرملية أغلب أراضي النيجر عدا الجزء الجنوبي من البلاد الذي تغطيه غابات السافانا المنخفضة إلى المتوسطة الارتفاع والجزء الشمالي للبلاد والذي تغطيه الهضاب.
ويعد نهر النيجر أكثر النقاط الجغرافية انخفاضاً؛ حيث يبلغ ارتفاعه 200 متر فوق سطح البحر (656 قدم)، في حين تعد قمة جبل إيدوكال نيتغريس بسلسلة جبال إيار ماسيف أعلى نقطة جغرافية بالبلاد حيث ترتفع بمقدار 2,022 متر فوق سطح البحر (6,634 قدم).